# Porcelia mediocris
Porcelia mediocris är en kirimojaväxtart som beskrevs av Nancy A. Murray. Porcelia mediocris ingår i släktet Porcelia och familjen kirimojaväxter. Inga underarter finns listade i Catalogue of Life.